# گراماتو آتیایام
گراماتو آتیایام یک فیلم بلند سینمایی هندی به زبان تامیلی به کارگردانی چ. رودهراییا و با بازیگری ناندا کومار، سوندار و سوارنالاتا در نقش‌های اصلی است.

## بازیگران
- ناندا کومار
- سوندار
- سوارنالاتا